# Biserica romano-catolică din Vinga
Biserica romano-catolică din Vinga este un monument istoric aflat pe teritoriul satului Vinga, comuna Vinga, operă a arhitectului Eduard Reiter.
Biserica de lemn a fost ridicată la 1784. Conform unei însemnări făcută în 14 martie 1708 pe filele unui exemplar al Cazaniei lui Varlaam de preotul Ioan din Vidra, aflăm că la începutul secolului al XVIII-lea exista deja o biserică de lemn. Dintr-o altă însemnare, făcută în anul 1732 pe filele aceleiași Cazanii, se vorbește de o alta biserică, edificată, "mai sus de biserica cea bătrână". În mod cert, cea de-a doua însemnare manuscrisă face referire la biserica de lemn actuală, construită în jurul anului 1724 și are hramul "Sfinții Cosma și Damian". Pictura bisericii și a iconostasului este din 1851, din păcate păstrată numai în parte.